# Phaulomyces corylophodis
Phaulomyces corylophodis är en svampart som beskrevs av Thaxt. 1931. Phaulomyces corylophodis ingår i släktet Phaulomyces och familjen Laboulbeniaceae.   Inga underarter finns listade i Catalogue of Life.